# Володось Микола Леонтійович

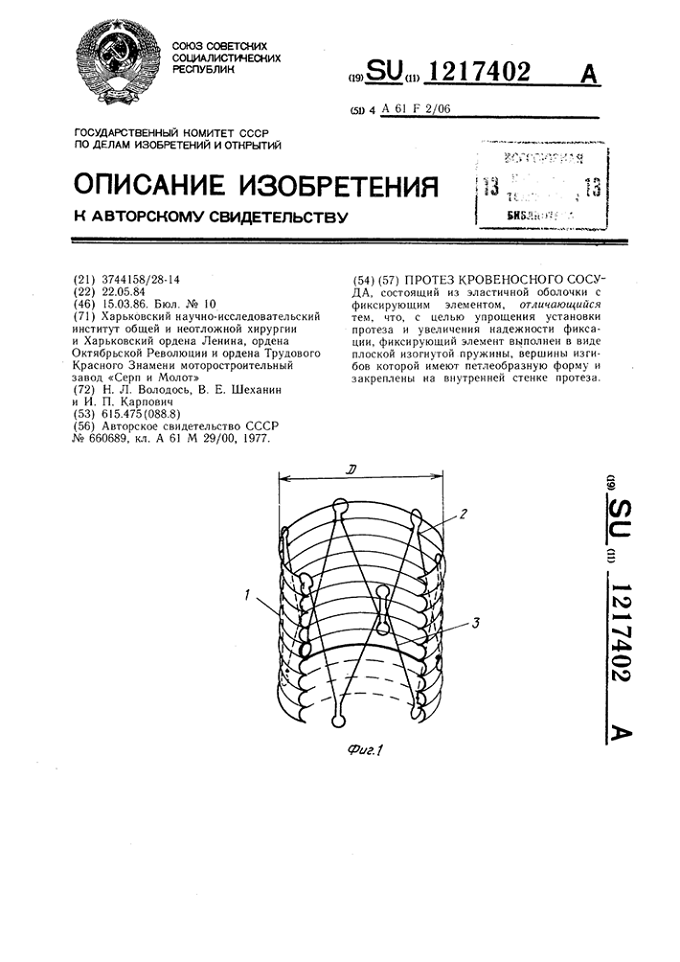
Патент на перший в світі стент-графт використаний в клінічній практиці

Микола Леонтійович Володось (нар. 15 травня 1934 року, село Кокощиці біля Слоніму, Новогрудське воєводство, Польща — 3 квітня 2016 року) — радянський та український серцево-судинний хірург та вчений. Доктор медичних наук. Лауреат Премії ім. О. М. Бакулєва.

## Біографія
Народився 15 травня 1934 у селі Кокощиці біля Слоніму, Новогрудського воєводства у Польщі.
У 1952—1958 роках — навчання в Одеському медичному інституті.
У період з 1958 по 1962 рік працював хірургом в місті Гірське Луганської обл., потім завідувачем хірургічного відділення у лікарні шахтарського поселення Карбоніт (м. Золоте Луганської обл.).
З 1962 по 1965 рік — аспірантура на кафедрі торакальної хірургії та анестезіології Українського інституту удосконалення лікарів (м. Харків).
У 1964—1965 роках — завідувач відділення судинної хірургії на базі Харківської міської лікарні № 2.
1965—1972 — керівник першого в Україні відділення хірургії судин на базі Українського інституту переливання крові та невідкладної хірургії, перетвореного потім у Харківський НДІ загальної та невідкладної хірургії (ХНДІЗНХ).
У 1970 році — асистент кафедри торакоабдомінальної хірургії Українського інституту вдосконалення лікарів (м. Харків).
У 1971 році захистив дисертацію на здобуття вченого ступеня кандидата медичних наук.
У 1972—2001 роках працював завідувачем реорганізованого відділення хірургії судин Харківського НДІ загальної та невідкладної хірургії.
У 1987 році захистив дисертацію на здобуття вченого ступеня доктора медичних наук.
Від 1992 — професор кафедри кардіології й функціональної діагностики Українського інституту вдосконалення лікарів (м. Харків).
З 1992 по 2013 рік працював директором Харківського центру серцево-судинної хірургії. Як учень академіка Олександра Олексійовича Шалімова, протягом всієї своєї практичної діяльності використовував принципи, на яких академік О. О. Шалімов сам будував свою роботу.
Помер 3 квітня 2016 року.

## Науковий доробок
Микола Володось — першовідкривач дистанційного ендопротезування, що стало проривом у судинній хірургії. Він винайшов і виготовив самофіксовані синтетичні протези та пристрої для їх внутрішньосудинної доставки, які вперше у світі застосував у клініці для транскатетерного дистанційного ендопротезування клубової артерії (1985), низхідної грудної аорти (1987), черевної аорти біфуркаційним протезом із двох доступів (1989), дуги аорти з переміщенням її гілок та технікою девіталізації аорти (1991), черезстегнового ендопротезування біфуркаційним протезом черевної аорти (1993), ендоваскулярного протезування грудної аорти для закриття аорто-бронхіальної фістули (1993), черезстегнового ендопротезування черевної аорти трубчастим протезом (1993). Пріоритет Миколи Володося в розробці та впровадженні цієї технології в клінічну практику визнано світовим науковим співтовариством у 1994 році. Микола Леонтійович — автор 250 наукових робіт і 100 винаходів.
На сьогодні, згідно з визначеннями даними професору М. Л. Володосю закордонними фахівцями, він вважається «винахідником — першопроходьцем та гігантом в судинній хірургії» (у світовому масштабі), «гігантом в історичних масштабах для судинних та ендоваскулярних спеціальностей, та батьком ендоваскулярного протезування».
У 1992 році заснував Харківський центр серцево-судинної хірургії як незалежну самостійну організацію із сучасною науковою та клінічною базою. Був прихильником мультидисціплінарного підходу в лікуванні захворювань серцево-судинної системи та намагався втілювати цей принцип на практиці шляхом постійної системної взаємодії з кардіологами, неврологами, ендокринологами та лікарями багатьох інших спеціальностей.
У 1977 році виконав першу в СРСР реімплантацію верхньої кінцівки після її повного травматичного відриву на рівні нижньої третини плеча.
До його власних професійних досягнень відноситься і перша в Україні успішна операція з приводу травматичного розриву грудної аорти в області її перешийка, виконана їм у 1977 році.
4 травня 1985 р. — перше у світі клінічне застосування оригінального стент-графта у пацієнта зі стенотичним враженням артерій нижніх кінцівок. Була виконана операція «дистанційне протезування лівої клубової артерії + стегново-гомілкове шунтування» з приводу стенозу лівої зовнішньої клубової та оклюзії поверхневої стегнової та підколінної артерій з позитивним клінічним ефектом.
У 1986 р. професор М. Л. Володось почав успішно використовувати в клінічній практиці оригінальні судинні ендопротези для інтраопераційного ендопротезування аорти при її аневризматичних та стенотичних враженнях з метою скорочення часу перекриття аорти під час проведення реконструктивних операцій.
24 березня 1987 р. професором М. Л. Володосєм та колегами була виконана перша у світі операція черезстегнового дистанційного ендопротезування низхідного сегмента грудної аорти, яка започаткувала еру ендопротезування аорти при її аневризмах.
У 1989 р. професор М. Л. Володось зробив першу спробу ендоваскулярного протезування інфраренального сегменту аорти з використанням біфуркаційного судинного ендопротеза, яка скінчилася переходом до відкритої процедури через твістінг (перекрут) бранши протезу. У травні 1993 р., завдяки подальшому вдосконаленню власних ендоваскулярних пристроїв, харківською групою було здійснено перше у світі успішне ендопротезування інфраренального сегменту аорти із використанням біфуркаційного ендопротеза.
В червні 1991 р. М. Л. Володосєм та колегами була виконана перша у світі гібридна операція з використанням стент-графту для лікування пацієнтки з псевдоаневризмами проксимального та дистального анастомозів після хірургічного втручання з приводу коарктації аорти.
9 серпня 1993 р. з використанням техніки двох доступів професором М. Л. Володосєм була виконана перша у світі операція ендопротезування грудної аорти з приводу псевдоаневризми, ускладненої розвитком аорто-бронхіальної фістули.
Задля здійснення перерахованих процедур розробив, забезпечив виготовлення та впровадження в клінічну практику таких відомих рішень та пристроїв, як саморозправляючаяся циліндрична зигзагоподібна пружина (відома як Z-stent) та її комбінація з судинним протезом (стент-графт), різноманітні види транспортних систем. Багато з розроблених харківською групою технічних рішень сьогодні використовуються світовими виробниками стен-графтов. А на принципі комбінації саморозправляючогося стента та того чи іншого протезу побудовані такі пристрої, як аортальні клапани серця для їх черезкатетерної установки, езофагеальні, ректальні, біліарні, трахеальні стенти та інші сучасні пристрої для різних напрямків хірургії. Під керівництвом професора М. Л. Володося задля розробки, виготовлення, доклінічних та клінічних випробувань різноманітних ендоваскулярних пристроїв їм була створена найпотужніша передова науково-технічна база з залученням фахівців світового рівня з різних галузей та напрямків фундаментальних наук.

## Публікації
- Володось Н. Л., Шеханин В. Е., Карпович И. П., Троян В. И., Гурьев Ю. А. Самофиксирующийся протез для отдаленного эндопротезирования аорты // Вестник хирургии. — 1986. — No 137. — С. 123–125.

- Volodos N. L., Karpovich I. P., Shekhanin V. E., Ternyuk N. E., Yakovenko L. F. et al. Self-fixing synthetic prosthesis of distant and intraoperational endoprosthetics aorta and iliac arteries // 2 Radiologie interventionelle en pathologie cardio-vasculaire Congress International. 28 Fevrier, 1-er et 2 Mars 1990. — Toulouse-France. Livre des resumes, 1990. — P. 67.

- Володось H.П., Карпович И. П., Шеханин В. Е. Случай дистанционного чрезбедренного эндопротезирования грудной аорты синтетическим саморасширяющимся протезом для эндоваскулярного лечения травматической аневризмы. Грудная хирургия. 1988;6:84-86.

- Volodos N.L., Karpovich I.P., Troyan V.I.et al. Transfemoral Endovascular Grafting of the Aortoiliac Segment With the Bifurcated Self-Affixing Synthetic Endoprosthesis (BSSEP) // J.Interventional Cardiology.- 1994.- V.7.-No.1.-P.88.

- С. Н. Володось. Новая система для чрезпросветного протезирования аорты. Техника использования двух доступов. Ангиология и сосудистая хирургия 1998 Том 4 № 3-4 103—109.

- Volodos N.L., Karpovich I.P., Troyan V.I. et al. Endovascular Stented Grafts for Thoracic, Abdominal Aortic and Iliac Artery Disease: Clinical Experience in the Ukraine from 1985 // Seminars in Interventional Radiology.- 1998.- V.15.- No.1 — P.89-95.

- Volodos N.L, Karpovich I.P., Troyan V.I. et al. Treatment of thoracic aortic aneurysms complicated with an aorto-bronchial fistula and massive pulmonary bleeding // EACTS/ESTS Joint Meeting, September 16-19, 2001, Lisbon, Portugal. — 2001. — 2 P.